# Spilimbergo
Spilimbergo (slovensk: Špilberk; tysk: Spengenberg) er en by og kommune i det nordlige Italien, byen har 11.833(2023) indbyggere. Den ligger i provinsen Pordenone i regionen Friuli-Venezia Giulia tæt ved floden Tagliamento.
1. 1 2  demo.istat.it (fra Wikidata).